# Hoeroa Tiopira
Hoeroa Tiopira (ur. 10 stycznia 1871 w Omahu, zm. 1 października 1930 w Taihape) – nowozelandzki rugbysta, reprezentant kraju.
Uczęszczał do Te Aute College i jeszcze podczas nauki reprezentował Hawke’s Bay. Do nowozelandzkiej reprezentacji został powołany w 1893 roku na serię jedenastu spotkań w Australii, kontuzja nogi spowodowała, że opuścił trzy z nich.
Został następnie farmerem w regionie Zatoka Obfitości.